# Hanleyella japonica
Hanleyella japonica is een keverslakkensoort uit de familie van de Protochitonidae. De wetenschappelijke naam van de soort is voor het eerst geldig gepubliceerd in 1997 door Saito.